# Renault Mascott
Renault Mascott —  малотоннажный грузовой автомобиль, выпускаемый компанией Renault Trucks с 1999 по 2010 год на основе Renault Master второго поколения. Пришёл на смену семейству Renault Messenger.

## Описание
В отличие от Renault Master, Mascott использует запчасти от Iveco Daily III. Кузов модели представляет собой слегка изменённый кузов Master II, но с отличием в передней решётке. Двигатель Mascott установлен в продольном направлении и передаёт крутящий момент на задние или на все четыре колеса. Первые версии комплектовались дизельным двигателем SOFIM объёмом 2,8 литра.
В 2004 году модель модернизировали, изменился внешний вид автомобиля, как и Master II. Двигатели Iveco были заменены на 3-литровый дизельный двигатель от Nissan Patrol мощностью 115 и 156 л. с.
В 2007 году мощность двигателя была увеличена до 130 и 150 л. с.
Полная масса Mascott варьируется от 3,5 до 6,5 тонн, из-за чего модель, по российским меркам, требует для управления водительских прав подкатегории "C1", как Mercedes-Benz Vario, Iveco Daily, ЗИЛ-5301, ГАЗ-3310 Валдай и другие среднетоннажники. Автомобили производились, как шасси и бортовые автомобили с одинарной и двойной кабиной, фургоны (объём 12 м³) и микроавтобусы.
После приобретения компании Renault Trucks компанией Volvo Trucks модель Mascott производилась фирмой Volvo Trucks. В конце 2010 года производство Renault Mascott было заморожено.

## Двигатели
| Двигатель | Производитель | Объём [см³] | Мощность [л. с.] ([кВт]) при об/мин | Крутящий момент [Н*м] при об/мин | Расположение цилиндров | Клапаны |
| --------- | ------------- | ----------- | ----------------------------------- | -------------------------------- | ---------------------- | ------- |
| 2,8 D     | SOFIM         | 2799        | 85 (63)/3800                        | 180/2000                         | R4                     | OHC/8   |
| 2,8 dCi   | SOFIM         | 2799        | 106 (78)/3600                       | 250/1800                         | R4                     | OHC/8   |
| 2,8 dCi   | SOFIM         | 2799        | 125 (92)/3600                       | 290/1800                         | R4                     | OHC/8   |
| 2,8 dCi   | SOFIM         | 2799        | 146 (107)/3600                      | 320/1500                         | R4                     | OHC/8   |
| 3,0 DXi   | Nissan        | 2953        | 115 (85)/3600                       | 270/1300                         | R4                     | DOHC/16 |
| 3,0 DXi   | Nissan        | 2953        | 130 (95)/3600                       | 300/1500                         | R4                     | DOHC/16 |
| 3,0 DXi   | Nissan        | 2953        | 150 (110)/3600                      | 350/1600                         | R4                     | DOHC/16 |
| 3,0 DXi   | Nissan        | 2953        | 156 (115)/3600                      | 350/1500                         | R4                     | DOHC/16 |